# 캐니멀
《캐니멀》(영어: Canimals)은 대한민국의 캐릭터 디자인 회사 부즈클럽(VoozClub)이 2011년 발표한 캐릭터 및 텔레비전 방송 프로그램이다.

## 등장 캐릭터
- 아토 - 비글. 굉장히 활동적이다. 순진하고 다정하고 친절한 성격.

- 오즈 - 터키시 앙고라. 말괄량이에 장난스러운 고양이. 언제나 덤벙댄다.

- 울리 - 퍼그. 먹는 것을 좋아하고 식탐이 많다. '자판기' 편에서 레온과 함께 자판기 안에서 초코바를 가지고 티격태격 싸우다가 한 남자가 자판기버튼을 누르다가 레온의 캔이 나와서 이게뭐냐고 당황하고 레온의 캔을 쓰레기통에 버린다. 왜 초코바가 안 나오냐고 자판기를 두드리고, 상품출입구 문을 들여보다가 울리가 크게 트림을 하다가 남자는 트림냄새를 맡고 기절한다. 역시 울리의 트림소리는 대단하다.

- 미미 - 말티즈. 핑크색, 공주님, 거울보기를 좋아하는 공주병 강아지다. 예쁜 것들이라면 사족을 못 쓴다. 게다가 완벽주의자라 자신에게 피해를 주는 것을 싫어해 귓불 공격을 날린다.

- 포우 - 올빼미. 포우는 다른 캐니멀을 공격하기 위해 눈을 통해 레이저 파도를 쏠 수 있다.

- 피지 - 샴고양이. 민첩하고 과묵한 닌자 고양이다. 재주가 많고 부드러운 물체를 좋아한다.

- 토키 - 토끼. 정신없고 산만하고 춤을 좋아한다.

- 니아 - 페르시안 고양이. 겁이많고 소심하다. 미미와 친한 친구. 무섭거나 화가날 때 비명을 지르거나 울음을 터뜨린다.

- 레온 - 카멜레온. 레온은 마음대로 자신을 않게 할 수 있고 혀를 이용해 움직인다. 게다가 투명인간이 되는 수법이 있다.

## 에피소드
시즌 1
- 밤의 음악: 밤에 MP3 플레이어를 듣고에 토키의 관심은 울리, 미미, 레온의 잠을 방해.

- 수영장 수: 그것은 뜨거운 날이다. 아토, 온스, 울리, 미미, 토키는 수영장으로 부엌 싱크대를 켠다.

- 쉘 대 캔: 발정난 그가 어항에 떨어 빛나는 반지를 위해 은둔게 싸움을 해야 한다.

- 사랑에 토키: 토키 당근의 캔과 사랑에 빠진다, 하지만 미미는 그들을 파괴하고자 한다.

- 윌리와 사과: 사과가 윌리에 대한 예상치 못한 부작용을 가지고 있지만 윌리와 포로는 사과 나무를 위해 싸운다.

- 페인트 캔: 미미 그녀의 사진을 페인트 아토, 오즈와 레온을 주문하고, 아토의 그림은 좋은 판명.

- 슈퍼 캔: 발정난 그가 텔레비전에서 본 슈퍼 히어로를 모방하려고 하지만, 그가 원하는 신용을 수신하지 않았다.

- 키스하고: 온스, 미미와 Nia 미인 대회를 개최하는 사람을 참조하십시오 승리는 달콤한 트로피를 수 없고 싶은 사탕을 찢는 Ato 니다.

- 실수 ID 할 수 있습니다: 초콜릿 바 또는 갇힌 미미: 선택은 그가 자동 판매기에 대한 돈을 발견 Uly 에 대한 분명하다?

- 애완 동물 학교: 니아는 금붕어 친구가 있지만, 윌리는 그것을 먹고 싶어.

- 로켓 할 수 있습니다: 을 때 그들의 공 떨어진 도달, Ato 와 토키 사용하여 부드러운 음료 수 있습으로 로켓을 얻는다.

- 눈 캔: 아토 및 Oz 찾아 눈썰매와 그것을 타고 하지만 그들을 회피하는 눈싸움의 방법이다. 율리는 눈덩이 안에 갇혀 있다.

- 비난 할 수 없게 미미와 Nia에서 핍 새로운 Canimal 지만, Ato 곧 검색하는 핍지 않으로 순진한 그는 것 같다.

- 할 수 있습 먹는 할 수 있습니다: 다. 와 사랑에 빠진 자동판매기, 하지만 그는 주장해야 합니다 Leon 모든 취급다.

- 통조림이 견과류: Ato, 따오기 및 Nia 우연히 도시의 복잡, 하지만 그룹의 다람쥐 주세요 받지 않게 친절하게 자신의 침입을 때, 특히 그들은 그들의 견과류이다.

- 캔 나퍼: 미미와 우앙 울리 구출하기 위해 도시를 가로 질러 경주, 자신이 가방에 갇혀있어 사람.

- 잠자는 캔: 니아는 상처를 받거나 인간에 의해 발견되는 몽유병 미미를 방지할 수 있다.

- 말벌: 그는 말벌 무리를 화나게 할 때 포로는 찔린 얻었다.

- 아기 인형: 미미와 니아는 유모차에 아기 인형을 반환하려고 한다.

- 율리 식품으로 볼 때 미미, 토키, 레온은 자신의 삶을 위해 실행 결국.

- 앙콜: 토키와 니아는 니아에 예상치 못한 효과가 마술사의 마법 세트를 우연히 발견.

- 에그 롤: 포로는 계란을 부화 싶어하지만, 레온은 그것을 먹고 싶어.

- 샤이니 캔: 이기적인 미미와 니아와 함께 연주에서 제외, 오즈는 장난감을 가지고 율리 뇌물.

- 돌리 재난: Nia 할 수 없는 울음을 멈추면 그 인형이 끝까지 도달, 그래서 아토 및 Oz를 얻을하려고 한다.

- 성 캔: 미미는 모래 성을 되찾기 위해 투쟁,이는 오즈와 율리에 의해 점령되었다.

- 도플캐너: 레온은 Uly 의표를 찌르다과 시리얼의 자신의 몫을 다시 얻기 위해 미미 같은 가장.

- 개미와 캔: Uly, 탄산 및 Toki는 음식을 복용함으로써 개미의 식민지를 분노시킨다.

- 꽃병: 그들은 니아의 롤리팝을 통해 싸울 때 울리, 포로, 토키, 레온은 유리 꽃병에 갇혀 결국.

- Can-oodling: 미미가 잘생긴 신랑 인형을 때리고 있다.

- 솔직 카메라: 니아는 그녀가 카메라 안에 갇혀 생각하는 율리를 구출하려고 한다.

- 나에게 그놈을 남겨: 오즈와 레온은 정원 격언 미미와 니아에 장난을 한다.

- 수-우화: 이 자신을 위장 의미하지만 탄산, 미미의 머핀의 조각을 얻기 위해 아무것도 할 것이다.

- 깡패 캔: 오즈와 토키 조롱, 니아 발견하고 심지어 얻을 수있는 원격 제어 로봇을 사용한다.

- 갇혀 캔: 가난한 윌리는 찻잔에 갇혀된다. 아토, 미미, 토키, 레온이 발견되기 전에 그를 풀어야 한다.

- 한때 캔에: Ato, Uly, 미미, Pow 및 Fizzy는 동화가 아이에게 읽히는 것을 들었다. 미미를 위한 꿈이 된다

- 날 수 있습니다: 일부 풍선에 대해 토키 홉 하지만 실수로 Uly 와 미미가 참여 가져온다.

- 스케이팅 할 수 있습니다: 면으며, 문제와 레온을 제외 Oz에서 롤러 스케이트, Oz 을 망치고하려고 그들의 재미를 얻기 위해 자신있다.

- 무거운 젤리: 토키는 자신이 젤리 한 그릇에 갇혀 가져온다. 율리, 미미와 니아는 그가 발견되기 전에 그를 해방하려고 한다.

- 칠 수 대학살을 넣고의 계획을 요리하는 폐기 멕시코의 케밥에 의해 강요 Koby 고추를 먹은 예기치 않은 결과이다. 피지 우앙은 오즈의 계획 때문에 양동이 안에 갇혀 있다.

- 쓰레기통: 아토는 감기를 가지고 냄새나는 양말 꼭두각시와 친구를 만든다. 미미와 피즈지는 이 냄새나는 관계를 깨기 위해 뭐든 할 수 있어

- 질라 수: 포로, 토키, 니아와 레온이 함께 붙어 얻을 때 접착제와 오즈의 장난이 엉망이 간다.

- 무스타카스 Can: Ato, Uly 및 Toki는 마우스 트랩을 많이 다루고 있다.

- 엄마는 할 수 있습니다: 미미, 그들의 어머니에 대한 모든 실수 케이크를 포함하여 개들.

- 교실: 고양이와 개는 교실에서 놀고 금붕어를 만난다.

- 커피 캔: 미미 자신을 위해 커피 한 잔의 따뜻함을 원하는, 그래서 탄산 레온 빼앗아하려고 한다.

- 할 수 있습을 통해 날아 뻐꾸기 둥지: Pow 과 사랑에 빠지고 뻐꾸기의 뻐꾸기 시계, 관계 리온에 걸리지 않을 것이 심각하다.

- 와일드 캔: 오즈의 장난 중 하나가 카프리를 격노할 때 아토, 오즈와 니아는 자신의 삶을 위해 실행한다.

- 미미의 생일: 미미는 필사적으로 혼자 그녀의 생각 율리, 탄산, 레온에서 생일 케이크를 방어하려고 한다.

- 진공 수: Uly, 탄산 레온 진공 청소기로 빨려 얻을.

- 킹 캔: 창고, 율리, 미미와 니아 발견 우가-니아와 사랑에 빠진다 고릴라 매니멀.

- 매니멀 자기: 아토는 주방 용품에 점점 더 매력적이 될 때 레온의 냉장고 자석을 포함하는 간단한 장난은 비스듬히 간다.

- 피렌체 나이팅게일 캔: 미미와 니아는 의사와 간호사를 재생할 수 있다. 그러나 율리, 토키, 레온은 치료를 받을 수 없다.

## 같이 보기
- 부즈클럽
- BRB 인터내셔널